# Parafia św. Katarzyny Dziewicy i Męczennicy w Pawonkowie
Parafia św. Katarzyny Dziewicy i Męczennicy w Pawonkowie – parafia Kościoła katolickiego w Pawonkowie, w diecezji gliwickiej, w dekanacie Lubliniec.
Erygowana została w 1550 roku. W latach 1801–1817 jej proboszczem był ks. Józef Beder

## Miejscowości należące do parafii
- Pawonków, Kośmidry